# 幕張ベイパーク スカイグランドタワー
幕張ベイパーク スカイグランドタワー（まくはりベイパーク スカイグランドタワー）は、千葉県千葉市美浜区の幕張ベイパークB-2街区に所在する超高層マンション。タワー棟と敷地内にクリニック・商業施設が設置されている。

## 概要
土地利用基本計画名称は幕張新都心若葉住宅地区・文教地区未利用地都市計画マスタープランであり、幕張海浜公園から幕張ベイパーク入口・および海浜幕張駅にほど近いB-2街区（区画）に所在する。48階建てのタワーマンション、および敷地内にクリニック棟（小児科、歯科、整形外科、処方薬局）、商業施設棟（飲食店舗、スポーツジム）、自走式駐車場、で構成されている。
タワーマンション棟は、地上48階建て全826戸の超高層マンションとなっている。地上高172.4mであり、千葉県内で最も高いマンションとなっている。設計・監理および施工は熊谷組、デベロッパーは三井不動産レジデンシャル、野村不動産、三菱地所レジデンス、伊藤忠都市開発、東方地所、富士見地所、袖ヶ浦興業、管理会社は三井不動産レジデンシャルサービスが行っている。

## 施設
- 住戸：826戸
- ロビーラウンジ（1階）
- コンシェルジュデスク（1階）
- キッズルーム（1階）
- コミュニティルーム（1階）
- スカイビューラウンジ（39階）
- 駐車場
- 駐輪場
- バイク置場
- その他施設・設備：
  - 宅配ロッカー
  - 共用レンタル自転車
  - トランクルーム

## 沿革
- 着工：2008年1月15日
- 竣工：2021年2月
- 入居：2021年3月下旬より開始

## アクセス

### 公共交通機関
- JR東日本 海浜幕張駅 徒歩約13分

### 自動車
- 最寄りのインターチェンジ
  - 東関東自動車道 湾岸千葉インターチェンジ